# Charles Michael Friedek
Charles Michael Friedek (Gießen, Hesse, Alemania, 26 de agosto de 1971) es un atleta alemán, especializado en la prueba de triple salto, en la que llegó a ser campeón mundial en 1999.

## Carrera deportiva
En el Mundial de Sevilla 1999 ganó la medalla de oro en triple salto, con un salto de 17.59 metros, por delante del búlgaro Rostislav Dimitrov (plata con 17.49 metros) y el británico Jonathan Edwards (bronce con 17.48 metros).